# 新亞歷山德里夫卡 (丘胡伊夫區)
50°9′27″N 37°14′52″E / 50.15750°N 37.24778°E
新亞歷山德里夫卡（烏克蘭語：Новоолександрівка）是位於烏克蘭東部的村莊，由哈爾科夫州丘胡伊夫区的沃夫昌斯克市鎮負責管轄。該村始建於1675年，面積1.48平方公里，海拔高度154米，2001年人口1,029。